# 倉ぼっこ

境港市水木しげるロードに設置された倉ぼっこのブロンズ像

倉ぼっこ、蔵ぼっこ（くらぼっこ）は、倉の守り神として伝えられている妖怪。岩手県遠野地方に伝承されている。

## 概要
子供ほどの背丈、全身毛むくじゃらか、頭髪が体全体を被うほど長い姿で描かれることが多い。危害を加えず、人を助ける。座敷童子に類する妖怪であり、倉ぼっこが倉から離れると家運が徐々に傾くという。
倉の中で糸車や囃子などの物音を立てることはあるが、姿を現すことは非常に少ないといわれる。民俗学者・柳田國男の著書『遠野物語拾遺』では「御蔵ボッコ（おくらボッコ）」の名で述べられており、遠野のある家で、倉に籾殻を撒いておくと足跡が残るので存在がわかるとある。また民話研究家・佐々木喜善の著書『奥州のザシキワラシの話』では名称は「クラワラシ」とされ、ある酒屋で倉に入ってきた人に子供のような声で「ほいほい」と声をかけたり、異様な音を立てたという。
文献に残っているものでは、江戸時代、本所の梅原宗得という人物の土蔵に棲み付いていたといわれる。人に害をなす妖怪ではないが、この土蔵に入って仕事をする者は、便意を催すと、この妖怪の現れる前兆なので急いで蔵を出たという。また防火の神としても祀られており、あるときに近所で火事があり、この家の片づけが間に合いそうにないとき、顔が見えないほど髪を長く垂らした女の姿となって現れ、荷物を運び出して火災から守ったという。